# Tradiții de logodnă și căsătorie la turci
Nunta la oamenii care trăiesc în Turcia ocupă un loc special în viața nu numai a tinerilor miri, ci și în a întregii comunități din care fac parte. Nunta este un eveniment la care participă aproape întreaga comunitate, în special în satele mici din această țară.  Nunta la turci se desfășoară de-a lungul mai multor etape distincte, întinse pe parcursul mai multor zile de petreceri.

## Exprimarea dorinței băiatului de a se căsători
Prima dintre aceste etape este reprezentată de exprimarea intenției de către băiat de a se căsători. Cea mai răspândită metodă prin care un tânăr le sugerează părinților săi că vrea să se căsătorească este de a-și exprima în nenumărate rânduri dorința de a vizita casa familiei în care trăiește cea pe care și-ar dori-o de soție. Modalitățile prin care această dorință este exprimată diferă de la o zonă la alte. Spre exemplu, în Çankırı pentru a își exprima intenția de căsătorie, un băiat agață pantofii mamei de poarta casei. O altă modalitate prin care un tânăr își poate exprima dorința de a se căsători este de a presăra sare în pantofii tatălui său, transmițându-i acestuia că este sătul de burlăcie. Alte modalități prin care un tânăr își exprimă dorința de a se căsători cât mai curând sunt reprezentate de spargerea vaselor în lipsa unui motiv solid, căscatul excesiv în timpul micului dejun sau așezarea pantofilor invers in fața ușii . 
Odată ce dorința fiului de a se căsători este exprimată, familia începe sa caute o soție potrivită pentru acesta din randul vecinilor sau al prietenilor. Pețitorii sunt cei care înlesnesc o posibilă căsătorie între doi tineri, ei se ocupă de alegerea fetei și tot ei sunt cei care îi transmit în permanență băiatului informații despre fată. După ce fata care întrunește criteriile dorite de familia băiatului este aleasă, se trece la etapa următoare denumită Kız isteme- constituită de cererea oficială în căsătorie a fetei; cerere care este făcută de către familia băiatului. 

## Pețitul fetei
În cazul în care mireasa și părinții acesteia sunt de acord, începe primul pas în inițierea mariajului și anume vizita la domiciliul fetei. Mama băiatului împreună cu femei din familie sau apropiate ale acesteia fac o primă vizită la casa fetei, aici purtându-se discuții cu fata și părinții acesteia, are loc un fel de cunoaștere între cele două familii. Daca fata este plăcută de către familia băiatului, urmează prezentarea mirelui. Apoi daca cei doi se plac, familia băiatului decide să ceară mâna fetei în mod oficial. Vizita la domiciliul fetei și cererea mâinii acesteia de la tatăl ei se cheamă dünürlük , în cadrul acesteia parintii băiatului fac o vizită la casa fetei pentru a cere mâna acesteia, dupa poruncile lui Dumnezeu și cuvântul Profetului, la o dată stabilită de dinainte . 
În general, zilele considerate potrivite pentru acest gen de vizite sunt Joia și Duminica. Pe de cealaltă parte, familia acesteia nu își dă consimțământul la prima vizită, va fi nevoie să aibă loc câteva vizite la rând până când familia viitoarei mirese își va da consimțământul asupra căsătoriei, acest refuz constituind un simbol al respectabilității și onoarei familiei din care provine fata, concepte de o mare importanță în tradiția și cultura turcă  . Aceste vizite constituie totodată un prilej de tatonare și de cunoaștere reciprocă între cele două familii, odată ce se dă consimțământul din partea familiei fetei se face un angajament verbal de logodnă. În cazul în care familia fetei nu dorește să o vadă încă mireasă, sau în cazul în care familia acesteia nu este îndeajuns de mulțumită de băiatul respectiv sau de familia din care acesta provine, vor fi formulate scuze din partea familiei fetei care vor pune punct vizitelor familiei băiatului și ale pețitorilor. În timpul primelor vizite nu se oferă mâncare și nu se servesc mai ales băuturi reci, aceasta constituind un simbol al unor viitoare relații reci între familii. Servirea cafelelor este un simbol de respect al familiei fetei față de cea a băiatului și față de pețitori, de cele mai multe ori când nu există nicio intenție din partea fetei de a se căsători cu băiatul respectiv, musafirilor nu le este servit nimic. 
De asemenea, când familia băiatului decide începerea pețirii unei fete, mama acestuia cumpără în secret o pungă cu sare. În cazul în care nu se abate nicio nenorocire asupra familiei până când sarea este consumată, se socotește ca fata este potrivită pentru băiat și că o viitoare legătură între cei doi este acceptată de către Divinitate. Pețitorii care se duc în casa fetei duc cu ei o pietricică și o sfoară pe care le lasă în casa respectivă fără ca nimeni să observe, sperând ca acestea să reprezinte un simbol al pecetluirii buzelor oricărui membru al familiei fetei posibil oponent al acestei uniuni . 

## Logodna
În concordanță cu acordul celor două familii cu această ocazie se pot pune inelele de logodnă pe degete. Uneori punerea inelelor de logodnă se face în cadrul unei ceremonii separate. Odată încheiată înțelegerea verbală asupra logodnei, cele doua familii, împreună cu invitații beau șerbet în cinstea mirilor și pentru o armonie între cele două familii, obicei foarte larg întâlnit în Turcia. A bea șerbet înseamnă că famila fetei este de acord cu căsătoria și este deschisă calea pentru parcurgerea următoarelor etape. Tot cu această ocazie cele doua familii discută despre data cununiei și a nunții precum și zestrea miresei.
După ce ambele părți și-au terminat pregătirile, la casa miresei se ține o ceremonie de logodnă la care participă, în mare parte, mai mult femei. În cadrul acestei ceremonii familia viitorului mire înmânează bijuteriile și cadourile cumpărate pentru mireasă, după care familia miresei, la rândul ei, înmânează mirelui cadourile cumpărate pentru acesta. De asemenea, familia băiatului îi oferă fetei o rochie pe care aceasta o va purta cu prilejul logodnei. Ceremonia poate fi urmată de o petrecere daca aceasta a fost prestabilită în acord comun, de către cele două familii. Logodna are o dublă semnificație și anume, pe de-o parte înseamnă un pas înainte în pregătirea nunții iar pe de alta parte aceasta constituie o oportunitate pentru ambele părți, de a se cunoaște mai bine și de a întreține o relație armonioasă. Dacă după acest moment între cele două părți intervin disensiuni, logodna poate fi ruptă, lucru la care se recurge, de cele mai multe ori în ultimă instanță .

## Nunta
Nunta este următoarea etapă după logodnă. Înainte de toate vor fi invitați toți membrii comunității. Un obicei care a început să devină din ce în ce mai rar este cel al cadourilor “recitate”, obicei care se păstrează mai mult în comunitățile de la sate, acest obicei fiind denumit astfel întrucât cu ocazia preparării sau confecționării cadourilor se recită din Coran . Cadourile sunt distribuite invitaților, cu ocazia oferirii invitației la nuntă și sunt constituite din mici obiecte vestimentare, batiste brodate, eșarfe ori dulciuri sau produse de patiserie.
În mod curent nunta la turci durează două zile ținându-se în special la sfârșitul săptămânii.
Ceremonialul nunții este constituit din două părți: Noaptea de henna si Prezentarea miresei. Noaptea de henna are loc cu o zi înainte de nuntă în casa miresei și la acest obicei participă numai femeile. În casa mirelui, dimineața devreme, în ziua în care se ține noaptea de henna, se arborează un drapel și este ales din mulțimea adunată la casa mirelui un purtator de steag, în unele zone oferindu-se chiar o masă în cinstea celor adunați numită “pâinea steagului”. Arborarea steagului semnifică faptul că nunta a început în mod oficial.
În ziua ce precede noaptea de henna sau cu câteva zile mai înainte zestrea miresei este adusă de la casa acesteia la casa mirelui și tot în acestă zi se pregatește camera nupțială. Adeseori zestrea miresei este expusă la casa fetei timp de câteva zile, înainte de a fi adusă la casa mirelui, spre a fi admirată de toată lumea. Zestrea continuă să fie expusă în casa mirelui până după nuntă. Tot în acea zi un grup de femei din familia mirelui pregatește henna ce va fi aplicată pe mâinile și picioarele miresei, se pregătesc bucatele ce urmează a fi servite oaspeților la casa miresei, attmosfera fiind una de veselie și voie bună, până la un moment dat când femeile, prin cântece triste încearcă să smulgă câteva lacrimi de la mireasă. Henna frământată cu apă în prealabil este adusă în cameră pe o tavă, ce este împrejmuită cu candele și așezată în mijlocul camerei. Prima dată henna se aplică pe mâinile miresei după care se distribuie și celorlalte femei. În alte părti ale Turciei prima dată henna se distribuie invitaților și abia după ce ultimul invitat a părăsit camera, henna se aplică pe mâinile și picioarele miresei. Obiceiul e ca o femeie măritată să aplice henna pe o mâna și o fată tânără, nemăritată să aplice henna pe cealaltă mână. Mai mult decât atât, tradiția impune ca înainte de aplicarea hennei să se pună în mâinile miresei bănuți de aur sau argint.
Ziua de dinaintea nopții de henna reprezintă startul nunții, ambele familii oferind mâncare oaspeților în sunete de tobe și fluiere. Tot atunci, dimineața devreme are loc ceremonialul bărbieritului mirelui, un ceremonial larg răspandit și la noi, mai ales în regiunile din sudul țării. În acea zi, oaspeții aflați la casa mirelui merg cu mare alai la casa miresei pentru a o aduce în casa mirelui, unde printr-un ceremonial specific îi este prezentată mireasa. În momentul în care mireasa părăsește casa părintească fratele acesteia sau un unchi îi prinde în jurul taliei o panglică sau un brâu roșu numit brâul perseverenței. După ce mireasa își ia rămas bun de la părinți este scoasă din casă însoțită de un întreg alai în sunete de fluiere si tobe. În unele zone, sunt practicate anumite ritualuri menite să aducă fericirea celor doi miri și să atragă energiile pozitive, aceste ritualuri incluzând purtarea unei oglinzi în spatele miresei. Acest obicei prevestește un viitor luminos în casnicie. În momentul în care mireasa pășește pragul casei mirelui, peste prag și tocul usii se împrăștie miere și unt, ca mireasa să aibă o relație dulce și armonioasă cu membrii familiei mirelui. Invitații aruncă peste capul miresei, fructe uscate, nuci si bănuți, urându-le astfel bunăstare și prosperitate   proaspeților însurăței. În noaptea nunții este dată o mică petrecere în cinstea celor câțiva musafiri rămași la casa familiei mirelui, după care urmează ceremonialul religios al căsătoriei, condus de un iman. Mai demult cununia oficială putea fi ținută oricând după cununia religioasă, însă în zilele noastre cununia religioasă se poate face numai după cununia oficială. Cununia oficială se face de obicei în ziua în care familia mirelui și familia miresei se adună pentru a face cumpărăturile pentru nuntă.
După cununia religioasă mirele și mireasa intră în camera nupțială. În timpul petrecut de miri în camera nupțială, în exterior sunt practicate o serie de ritualuri, în timpul cărora se urează mirilor bunăstare și armonie în familie. Se obisnuiește cu această ocazie sa se înfigă un cuțit în ușa camerei nupțiale sau să se pună un lacăt deschis în fața acesteia. Tot în acest timp, invitaților li se cere să nu stea cu mâinile încrucișate sau să-și așeze o mână peste alta. Mirii au în camera mâncare la discreție iar în unele zone ale Turciei se obișnuiește să li se pună doar un singur rând de veselă, tacâmuri și un singur pahar. Apoi urmează inspectarea patului nupțial mai precis a cearșafului. Cearșaful pătat cu sânge este o dovadă a virginității miresei. O mătușă a mirelui sau o femeie apropiată acestuia, responsabilă cu organizarea nunții constată dacă mireasa a fost virgină sau nu și transmite vestea celor două familii. Uneori, dacă mireasa se dovedește a nu fi fost virgină în noaptea nunții, acesta este trimisă înapoi părinților și nunta se întrerupe .
Ziua de după nuntă este cunoscută sub diferite numiri: ziua vălului, dezvelirea fetei, punerea năframei sau acoperirea capului. Și la acest ceremonial participă doar femei și semnifică trecerea miresei în rândul femeilor căsătorite. Mai demult, de ziua vălului, mireasa era dusă la fântana satului să scoată apa, apoi era pusă să frământe aluat și să prepare dulciuri, în general produse de patiserie. Acest obicei de ziua vălului miresei este foarte rar practicat în zilele de azi, nunta terminându-se odată cu plecarea invitaților din noaptea nunții.